# Cinnyris batesi
Cinnyris batesi là một loài chim trong họ Nectariniidae.